# 1,8-Diazafluorén-9-on
Az 1,8-diazafluorén-9-on (rövidítve DFO) porózus felületen ujjlenyomatok megtalálására használt vegyület.
Az ujjlenyomatban található aminosavakkal reagál. A keletkező vegyületek erősen fluoreszcensek. 470 nm-es világoskék fénnyel megvilágítva kb. 570 nm-es sárgászöld fényt bocsátanak ki. 

## Lásd még
- Kemolumineszcencia
- Luminol
- Anyagmaradvány (kriminalisztika)

## Fordítás
Ez a szócikk részben vagy egészben a 1,8-Diazafluoren-9-one című angol Wikipédia-szócikk ezen változatának fordításán alapul.  Az eredeti cikk szerkesztőit annak laptörténete sorolja fel. Ez a jelzés csupán a megfogalmazás eredetét és a szerzői jogokat jelzi, nem szolgál a cikkben szereplő információk forrásmegjelöléseként.